# Rio Sulm
O rio Sulm é um tributário do rio Neckar, na região de Baden-Württemberg, na Alemanha.

## História
A primeira aparição do nome "sulm" remonta ao ano 771, em um documento da Abadia de Lorsch, em que Neckarsulm é referenciado como villa sulmana. Possivelmente deriva de uma apofonia da palavra germânica swalm, "surgir". Também dá nome ao Gau medieval Sulmgau, documentado como Sulmanachgowe nas décadas de 770 e 780.